# Tregua 1997 - 2017 Stelle buone
(Cristina Donà, Stelle buone)

## Il disco
Tregua 1997 - 2017 Stelle buone è una riedizione di Tregua, album di debutto di Cristina Donà nel 1997. Il disco è uscito il 15 settembre 2017 per celebrare i venti anni di carriera di Cristina Donà. Si tratta di una reinterpretazione degli 11 brani dell'album originario affidata a dieci artisti emergenti della scena alternativa italiana, eccetto Stelle buone, che Cristina Donà reinterpreta lei stessa nel nuovo arrangiamento del chitarrista Alessandro "Asso" Stefana. Cristina presta anche la sua voce nei brani degli artisti da lei invitati a partecipare al progetto: Io e la Tigre, Birthh, Sara Loreni, Chiara Vidonis, Simona Norato, Blindur, Zois, Il Geometra Mangoni, La Rappresentante di Lista, Sherpa.

## Tracce
I nomi degli artisti tra parentesi accanto al brano che interpretano. Cristina Donà canta in tutti i brani e da sola Stelle buone.
1. Ho sempre me (Io e la tigre) - 3:40
2. L’aridità dell’aria (Birthh) -  2:58
3. Stelle buone - 3:43
4. Labirinto (Sara Loreni) - 2:42
5. Raso e chiome bionde (Chiara Vidonis) - 2:33
6. Le solite cose (Simona Norato) - 2:24
7. Piccola faccia (Blindur) - 3:53
8. Senza disturbare (Zois) - 3:24
9. Ogni sera (Il geometra Mangoni) - 3:53
10. Risalendo (La Rappresentante di Lista) - 3:20
11. Tregua (Sherpa) - 4:51